# Sven Holm
Sven Holm (13 de abril de 1940 - 11 de mayo de 2019) fue un autor y dramaturgo danés . Holm se graduó en la Escuela Herlufsholm en 1958. Su primera colección de cuentos, Den store fjende, se publicó en 1961. En 1974, Holm recibió el Gran Premio de la Academia Danesa .  En 1991 le fue concedida la Medalla Holberg.  En 2001, Holm fue nombrado miembro de la Academia Danesa .  Ese mismo año recibió el Premio de la Crítica Literaria Danesa por su colección de cuentos Kanten af himlen . 

### Vida
Holm era hijo del funcionario de carrera danés Vagn Holm y de Else Schalburg. Estudió en la Universidad de Copenhague de 1960 a 1962 y trabajó como tutor, bibliotecario, topógrafo y en otras profesiones. Después se convirtió en escritor independiente. En 1964 se casó con Sandra Margaretha Eriksson. El matrimonio acabó en divorcio en 1972. Era considerado un autor políticamente comprometido. Fue miembro del P.E.N. danés y de Det Danske Akademi desde 2001.

### Obra
Holm debutó en 1961 con la colección de novelas Den store Fjende («El gran enemigo»). El relato que da título a la obra trata de una iglesia situada en un acantilado junto al mar que está siendo roída por las olas. Describe cómo la iglesia se va desintegrando y derrumbando poco a poco, hasta acabar desapareciendo en el mar. La novela de ciencia ficción Termush, Atlanterhavskysten (1967, en España: Termush, Impedimenta, 2024) trata de los privilegiados supervivientes de una guerra nuclear que creen estar a salvo en un búnker de lujo, pero que al final están condenados.

## Obras seleccionadas

### Prosa
- Den store fjende, libro de cuentos, 1961
- Nedstyrtningen, libro de cuentos, 1963
- Termush, Atlanterhavskysten, novela, 1967 (Editorial Impedimenta, 2024. Traducción de Daniel Sancosmed Masiá)
- Kanten af himlen ( El borde del cielo ), libro de cuentos, 2001

### Teatro
- Syg og munter
- Den anden side af Krista X
- Hora. Henrys begravelse og andre fortællinger
- Struensee var her
- Schumanns Nat,